# Øystein Bråten
Øystein Bråten (Geilo, 21 de julio de 1995) es un deportista noruego que compite en esquí acrobático.
Participó en dos Juegos Olímpicos de Invierno, obteniendo una medalla de oro en Pyeongchang 2018, en la prueba de slopestyle, y el décimo lugar en Sochi 2014, en la misma prueba.
Adicionalmente, consiguió seis medallas en los X Games de Invierno.

## Medallero internacional
| Juegos Olímpicos | Juegos Olímpicos            | Juegos Olímpicos | Juegos Olímpicos |
| Año              | Lugar                       | Medalla          | Prueba           |
| ---------------- | --------------------------- | ---------------- | ---------------- |
| 2018             | Pyeongchang (Corea del Sur) | Medalla de oro   | Slopestyle       |

| X Games de Invierno | X Games de Invierno    | X Games de Invierno | X Games de Invierno |
| Año                 | Lugar                  | Medalla             | Prueba              |
| ------------------- | ---------------------- | ------------------- | ------------------- |
| 2016                | Aspen (Estados Unidos) | Medalla de bronce   | Slopestyle          |
| 2017                | Aspen (Estados Unidos) | Medalla de oro      | Slopestyle          |
| 2017                | Oslo (Noruega)         | Medalla de oro      | Slopestyle          |
| 2018                | Aspen (Estados Unidos) | Medalla de plata    | Big air             |
| 2018                | Aspen (Estados Unidos) | Medalla de plata    | Slopestyle          |
| 2018                | Bærum (Noruega)        | Medalla de bronce   | Big air             |